# Высшая школа экономики
Национа́льный иссле́довательский университе́т «Вы́сшая шко́ла эконо́мики» (НИУ ВШЭ; разг. «Вы́шка») — автономное учреждение, федеральное государственное высшее учебное заведение. ВШЭ создана в 1992 году, нынешний статус носит с 2009 года. Основной кампус находится в Москве, ещё три — в Санкт-Петербурге, Нижнем Новгороде и Перми. Также имеется онлайн-кампус для образовательных программ, проводимых онлайн.

## История

### Предпосылки
Становление рыночной экономики в СССР началось ещё в конце 1980-х. И когда в 1992 году правительство Егора Гайдара инициировало серию реформ, в России остро потребовались специалисты, разбирающиеся в современной мировой экономике и умеющие анализировать и прогнозировать результаты.
Образование тогда было полностью государственным, и в 1992 году насчитывалось 33 вуза в области социологии и экономики. Это был также год с самым низким ВВП и минимальными расходами на образование — всего 3,57 % (данные с 1980 по 1998 год). Реформирование существующих консервативных вузов, к которым относился и МГУ, показалось правительству неэффективным решением, поэтому оно одобрило идею создать научно-исследовательский институт социально-экономических наук. Реформаторами был принят закон, позволяющий открывать частные вузы.
В начале 1990-х мы понимали, что отсутствие российской экономической школы, российского экономического образования — это стратегическая проблема для страны <…>. Создавать такую систему образования на базе существовавших экономических вузов было практически невозможно, поэтому, как в Институте экономики переходного периода, в Высшей школе экономики всё началось с чистого листа.— Егор Гайдар

### Открытие и становление
В целях подготовки кадров экономистов высшей квалификации для науки, системы высшего образования, государственной службы и предприятий на основе использования зарубежного опыта и результатов новейших исследований в области российской экономики, формирования современной учебно-методической базы экономического образования создать в г. Москве Высшую школу экономики со статусом государственного учебного заведения.
Практически вся исследовательская работа того времени была сосредоточена в Академии наук. В МГУ в 1980-х годах Ярослав Кузьминов преподавал историю экономических учений. В 1989 году он стал заведующим сектором Института экономики АН СССР, тогда же при поддержке Фонда Джорджа Сороса создал «альтернативную» (то есть немарксистскую) кафедру экономики в МФТИ, позже эта кафедра недолго работала в МГУ. В одно время с Кузьминовым в МГУ преподавал статистику Евгений Ясин, который с того же 1989 года вошёл в комиссию Совета министров СССР по экономической реформе.
Существует университетская легенда, что Кузьминов и Ясин обсуждали идею создания «колледжа нового типа» ещё в 1990-м в сквере рядом с Большой Пироговской улицей.
ВШЭ изначально задумывалась как think tank для чиновников. Она должна была содействовать реформам в России, готовить экономистов, аналитиков, преподавателей, способных работать в новых условиях на новую власть.— Евгений Ясин

Первый логотип ВШЭ

27 ноября 1992 года Егор Гайдар подписал постановление Правительства «О создании Высшей школы экономики» (которое стало его последним распоряжением в роли исполняющего обязанности премьер-министра). Создатели ВШЭ отмечали, что намеренно избегали слова «университет» и выбрали название «школа», которое отсылало к Лондонской школе экономики. Кузьминов был назначен директором, а Ясин — научным руководителем. Первое заседание Учёного совета состоялось 3 октября 1993 года. Согласно постановлению, ВШЭ изначально курировало Министерство науки, высшей школы и технической политики, однако вуз быстро перешёл в ведомство Минэкономики, которое поддерживало ориентацию на мировой опыт и не требовало следовать строгим образовательным стандартам.
ВШЭ сразу же получила гранты Евросоюза и Правительства Франции, отправила преподавателей на обучение в Голландию и пригласила профессоров из Сорбонны и университета имени Эразма Роттердамского. Отсутствие проверенной образовательной программы и опыт иностранных преподавателей стали преимуществом вуза, поскольку Вышка сделала упор на знание английского и перевела на русский язык качественные зарубежные учебные пособия. Отсутствующую библиотеку компенсировал быстро созданный онлайн-ресурс с учебными материалами.
Вуз первое время финансировало Минэкономики, а эксперты Вышки консультировали министерство по социально-экономическим реформам, юриспруденции и политическим наукам. Так, Кузьминов и Ясин в начале 2000-х участвовали в создании «Стратегии—2010» Германа Грефа, которая фактически легла в основу политики правительства этого времени. ВШЭ сопровождала административную реформу вместе с Сергеем Собяниным со времён, когда он был на посту вице-премьера и руководителя Аппарата правительства.

### Образовательная система
Летом 1992 года Вышка создала магистерскую программу переподготовки по экономике, привлекая студентов других вузов, закончивших специалитет, а в сентябре 1993 года первая в стране внедрила Болонскую систему образования. К 1998 году, когда Россия включилась в Болонский процесс, Вышка уже имела сертифицированный магистерский цикл. Первый магистерский выпуск состоялся в 1995 году, на следующий год — первый выпуск бакалавров.
Стратегией вуза изначально была борьба за качественные кадры и студентов. В первый учебный год Вышке пришлось продлить сроки поступления, чтобы набрать достаточно абитуриентов на бакалаврские программы. В середине 90-х годов преподаватели стали презентовать вуз в московских школах, делая упор на то, что «новый экономический порядок требует нового типа подготовки».
Параллельно с бакалавриатом оставался и специалитет, в вузе была открыта аспирантура, но даже будучи бесплатной, она не привлекала студентов других вузов из-за условия защищать диссертацию в альма-матер.

### Развитие вуза и ЕГЭ
В 1995 году президентом ВШЭ стал Александр Шохин, бывший вице-премьер и министр экономики. В 1996 году Вышке присвоили статус госуниверситета, переименование произошло на следующий год. Одновременно с экономическим направлением вуз сделал упор на математику. До 1999 года были созданы факультеты права, управления, психологии и политики. В 2002 году к шести существующим факультетам добавилась деловая и политическая журналистика, психология и бизнес-информатика. Курс по бизнес-информатике Минобразования апробировал в Вышке, после чего были разработаны национальные стандарты.
Ещё с 1993 года преподаватели Вышки готовили школьные учебники и рабочие тетради по экономике, политологии и праву. Тогда же Вышка предложила ввести Всероссийскую олимпиаду по экономике, достижения в которой учитывались при поступлении в вуз.
Вышка отказалась от идеи заочного и вечернего обучения бакалавров, которое могло принести дополнительный доход, однако использовала другой подход — вместе с банками-партнёрами ввела систему скидок на образовательные кредиты для талантливых студентов. Параллельно вуз экспериментировал со структурой учебного года: в 1999 году была запущена пятимодульная система вместо двух семестров, в итоге закрепилось четыре модуля.
В 1996—1998 годах по поручению правительства в регионах России открылись кампусы ВШЭ. Первым стал кампус в Нижнем Новгороде, сразу за ним — в Перми и Петербурге.
С 1996 года официальным символом (маскотом) университета стала ворона, нарисованная художницей Анной Аренштейн. С 1997 года ворона присутствует на сувенирной продукции ВШЭ, а с 1998 года ворону можно встретить в буклетах Вышки. В 2011 году университет взял под опеку ворона в Московском зоопарке.
В 1997 был заключён договор между ВШЭ и Лондонской школой экономики о создании в рамках ВШЭ Международного колледжа экономики и финансов, позднее переименованного в Международный институт экономики и финансов (МИЭФ). В нём на 2—4 курсах студенты учатся на английском языке по программе Лондонского университета и окончившие курс получают дипломы бакалавров ЛШЭ и ВШЭ.
В 2001 году Минобрнауки запустило проект Единого госэкзамена, разработанного совместно с ВШЭ. Экзамен должен был не только унифицировать поступление, но и снизить уровень коррупции в вузах и школах. ВШЭ первая согласилась учитывать результаты Единого государственного экзамена (ЕГЭ), установив высокий порог, — таким образом можно было собрать самых талантливых учеников со всей России. В 2003 году ЕГЭ проводился уже в 47 регионах России, а в Москве по его результатам помимо Вышки зачисляли в РУДН, МГИМО и Финансовую академию. В 2005 году 35 % абитуриентов было принято с хорошими результатами ЕГЭ, ещё 25 % — за счёт побед в олимпиадах, кроме того поступающие писали вступительное эссе. Студенты магистратуры приезжали из региональных вузов после прохождения бесплатных зимних подготовительных школ для старших курсов, запущенных в 2001 году.
В 2004 году в вузе создали первый в России университетский Научный фонд для поддержки исследований и поощрения академической деятельности. Через год в Вышке открыли группу научно-учебных лабораторий. В 2006 году ВШЭ запустила Центр фундаментальных исследований, который и в настоящее время координирует научные исследования вуза, в том числе ведёт госзаказы. Первые международные лаборатории открылись в 2010—2011 годах.
В начале 2000-х годов ВШЭ стала влиятельным аналитическим центром, а в структуре прибыли доход от заказных исследований составлял уже 20 %. Кроме реформы школьного образования, эксперты ВШЭ работали над административными реформами, программой «Электронная Россия». В августе 2008 года Вышка перешла в прямое подчинение правительству, с которым плотно работала предыдущие пять лет. По поручению президента вуз начал разработку «Стратегии—2020», она была подготовлена совместно с Академией народного хозяйства и представлена в 2011 году.
ВШЭ по поручению правительства занималась разработкой программы «развития и повышения конкурентоспособности исследовательских и образовательных центров». В октябре 2009 года правительство приняло представленную программу и выделило грант на её реализацию. В этом же году вуз получил статус национального исследовательского университета, а переименование из ГУ в НИУ ВШЭ произошло в 2010 году.

## Современность
В 2011 году в структуру Вышки влился Московский институт электроники и математики (МИЭМ). На следующий год при вузе открылся лицей для учеников 10—11 классов. В начале 2010-х совместно с РЭШ была создана программа по экономике для бакалавров. Вуз открыл несколько факультетов, среди них — медиакоммуникации, филологии, в 2014 году при поддержке компании «Яндекс» — факультет компьютерных наук. В 2017 году состоялся первый набор на факультет физики, а в 2018 начали работать факультеты химии, а также биологии и биотехнологии. В 2019 году открылся факультет географии и геоинформационных технологий.
Высшая школа экономики имеет онлайн-платформу для дистанционного образования online.hse.ru.
В 2012 году стартовал Проект 5—100 Минобрнауки, цель которого — вывести по меньшей мере пять российских вузов к 2020 году в сотню лучших образовательных центров мира. В 2013 году ВШЭ вошла в список первых 15 участников программы. С 2015 года Вышка находится в группе четырёх лидеров проекта с лучшими результатами.
В 2021 году ВШЭ стала одним из победителей конкурсного отбора на участие в государственной программе поддержки университетов «Приоритет-2030». ВШЭ вошла в первую группу университетов, которые получат грантовую поддержку по треку «Исследовательское лидерство».
Вышка является членом Ассоциации научных редакторов и издателей. Издательский дом ВШЭ открыт в 2000 году и выпускает научную и образовательную литературу, помимо журналов выходят серии книг и отдельные издания, в том числе переводные. Многие книги, выпущенные издательством Вышки, отмечены наградами. Например, вышедшая в 2016-м книга искусствоведа Сергея Кавтарадзе «Анатомия архитектуры» стала лауреатом премии «Просветитель». С 2009 года на Мясницкой работает университетский магазин «БукВышка», в 2010 году он получил спецприз «Открытие года» в конкурсе «Лучший книжный магазин Москвы», а в 2013 стал победителем в номинации «Лучший специализированный магазин».
В 2010 году ВШЭ открыла в холле кампуса на Покровском бульваре бронзовый бюст Егору Гайдару, изготовленный на пожертвования сотрудников, а в 2017 — изготовленный на краудфандинговые средства памятник анонимному рецензенту научных работ: «На гранях куба отражены типичные заключения рецензентов по поводу поступающих к ним статей: Accept („Принято“), Minor Changes („Небольшие правки“), Major Changes („Значительные правки“), Revise and Resubmit („Переделать и подать заново“), и Reject („Отказано“). По контуру каждой из сторон куба нанесены заголовки статей ученых, пожертвовавших на создание памятника более 60 долларов».
В 2020 году Ученый совет ВШЭ принял Программу развития университета до 2030 года. Документ определяет стратегической целью университета «его развитие как ведущего научно-образовательного, аналитического, консалтингового и проектного университета, на равных конкурирующего с лучшими университетами мира» (источник: Годовой отчет 2020/21, с. 32). В 2021 году Программу развития ВШЭ утвердило Правительство России.
Начиная с 2019 года, ВШЭ неоднократно оказывалось в центре скандалов, связанных с политически мотивированным увольнением преподавателей. В августе 2020 года группой преподавателей Высшей школы экономики, которым вуз отказался продлевать контракт на следующий учебный год, был основан «Свободный университет». Руководство вуза публично поддержало вторжение России на Украину. После этого ВШЭ покинули многие его сотрудники. По словам экономиста Андрея Яковлева, «на начало 2023 года Россию покинули около 700 преподавателей и научных сотрудников ВШЭ. <…> Часть из них <…>, находясь в отпусках, по факту продолжали работать дистанционно. Окончательно покидать университет они стали уже в текущем [2023] году — по мере завершения своих отпусков».
Усилилась милитаризация учебного процесса. В 2023 году на факультете мировой экономики и мировой политики был создан Институт мировой военной экономики и стратегии. Институт возглавляет адмирал в отставке Сергей Авакянц. Институт запустил шесть дисциплин военной экономики: «Экономика ВПК и военно-экономический анализ», «Актуальные проблемы военной экономики», «Военная экономика иностранных государств», «Тенденции развития мирового рынка вооружений», «Внешнеполитические стратегии великих держав» и «Актуальные проблемы внешней стратегии в России». В своих текстах руководители Института мировой военной экономики и стратегии много внимания уделяют ядерному оружию, считая его допустимым способом ведения войны с Украиной и НАТО. Из публичного доступа в ВШЭ убрали библиотеку Евгения Ясина и множество других «неблагонадежных» книг. Студенческая организация «Белый ворон» проводит мероприятия в поддержку ВС РФ. На журфаке студенты ВШЭ встречаются с военкорами.

## Деятельность

### Образование
Базовые направления ВШЭ, которые были открыты в первые годы работы — экономика, управление, социальные и гуманитарные науки. В процессе развития появились программы по математике и информационным технологиям. В 2017 году университет начал подготовку по физике и инженерным наукам, озвучивал планы открыть экспериментальные лаборатории на базе институтов РАН. Тогда же ВШЭ запустила проект Культура данных — постепенное внедрение курсов цифровой грамотности на всех факультетах.
В 2022 году в НИУ ВШЭ ведется прием на 93 образовательные программы бакалавриата (более 3800 бюджетных мест) и 185 образовательных программ магистратуры (более 3200 бюджетных мест). В 2021 году в бакалавриат и магистратуру ВШЭ поступили 14 511 человек, средний балл ЕГЭ у поступивших на бюджет составил 96,3, ВШЭ занимает второе место в России по числу принятых абитуриентов (после УРФУ).
Вышка начала переходить от семестров к модулям ещё в 1999 году. Первое время обучение было разбито на пять частей, в настоящий момент учебный год делится на четыре модуля по два месяца с промежуточными экзаменами. Зачётная система в вузе действует только для небольшого числа дисциплин. Большинство экзаменов с 1997 года проводится в письменной форме, крупные работы проходят проверку на антиплагиат ещё с 2009 года.
Вместе с модульной в вузе действует система обучения «major-minor», где major — основные дисциплины, а minor — блок из дополнительных программ, которые студент выбирает сам. В совокупности такой подход даёт больше времени на подготовку и собственные проекты.
Оценка в ВШЭ выставляется в электронную зачётку по 10-балльной шкале, которая соответствует международной системе ECTS. Итоговый балл имеет накопительный характер и складывается из текущих и экзаменационных оценок. В результате формируется академический рейтинг студентов. Рейтинг показывает не только успеваемость, но и влияет на размер стипендии, даёт скидку на платное обучение и возможность участвовать в зарубежных стажировках, изучать дополнительные языки в вузе и многое другое. В ноябре 2018 года вернули систему блокирующей оценки значимой для предмета работы, без которой итоговая оценка не может быть выставлена. Эта тема вызвала недовольства студентов, они призвали ректора к диалогу. Учёный и студенческий советы пришли к компромиссу.
Бакалавры второго курса сдают независимый экзамен по английскому языку, на английском ведётся четверть программ Вышки. Партнёрская сеть университета включает более 400 зарубежных вузов. По данным 2021 года, в Вышке действует 61 программа двойных дипломов. В университете обучается 5 238 иностранных студентов, представляющих 122 страны. Выпускники НИУ ВШЭ в дополнение к диплому университета получают европейское приложение к диплому на английском языке, наличие которого упрощает дальнейшее поступление в зарубежный университет или устройство на работу в иностранную компанию.
С 2010 года Высшая школа экономики реализует собственные, единые для всех четырёх кампусов университета, образовательные стандарты. В 2019 году был принят новый образовательный стандарт бакалавриата, а в 2020 году — новый стандарт магистратуры.
В 2013-м ВШЭ открыла лицей для учащихся 10—11 классов, который на 2018-й занимает первое место в рейтинге лучших школ столицы и также первое среди школ социально-экономического профиля. В 2015 году вуз запустил программу «Распределённый лицей» — университетские классы, открытые разных столичных школах. В 2018-м в лицее началось обучение девятиклассников, до этого действовала программа их подготовки.
Вышка публикует курсы в проекте Coursera с 2014 года и входит в топ-10 вузов мира по количеству курсов, размещенных на этой платформе (всего 125, из них 56 — на английском языке). Аудитория курсов ВШЭ на Coursera составляет 3,3 млн слушателей из 195 стран. С 2015 года ВШЭ также публикует курсы на российской Национальной платформе открытого образования, где занимает первое место по количеству регистраций и второе место по количеству курсов на платформе. Всего НИУ ВШЭ реализует 227 массовых открытых онлайн-курсов.
В начале 2020 года Высшая школа экономики запустила первую в России англоязычную магистерскую программу, реализуемую полностью онлайн («Магистр по наукам о данных»). В 2021/22 учебном году НИУ ВШЭ обучает студентов на 11 онлайн-программах (9 магистерских и 2 бакалаврские). По количеству таких программ (online degree) на платформе Coursera Высшая школа экономики делит первое место в мире с Иллинойсским университетом в Урбане-Шампейне.
В 2023 году университет занял 4 место в Рейтинге крупнейших университетов России и 8 место в России по численности иностранных студентов, по данным Мониторинга Министерства науки и высшего образования РФ в университете в 2023 году обучались 38 757 и 4 250 чел соответственно.

### Наука и инновации
Научный фонд ВШЭ был создан в 2004 году, его задача — поощрять исследовательскую деятельность внутри университета. В его совет помимо сотрудников вуза входят российские и зарубежные учёные. Бюджет фонда формируется из средств вуза, взносов и пожертвований. В 2017 году бюджет составлял 1 млрд рублей, годом ранее — 966,1 млн, а в 2013 году был 509,9 млн.
На 2021 год в ВШЭ работает 51 международная лаборатория, семь из них — в региональных кампусах. Они открывались по инициативе и на средства вуза, а также на мегагранты правительства. Среди научных руководителей — Нобелевский лауреат по экономике Эрик Маскин (Лаборатория анализа выбора решений), лауреат Филдсовской премии Андрей Окуньков (Лаборатория теории представлений и математической физики) и профессора зарубежных вузов. По состоянию на 2021 год в университете действует 34 научных института, 2 центра передовых исследований, 66 научно-учебных и проектно-учебных лабораторий.
Помимо НИОКР, фундаментальных и прикладных исследований, ВШЭ публикует результаты 15 крупных непрерывных мониторинговых исследований, среди них — Российский мониторинг экономического положения и здоровья населения — ежегодное панельное обследование населения страны, соответствующее международным стандартам. Вуз также выпускает 11 статистических сборников и с 2000 года пополняет Единый архив экономических и социологических данных.
Университет выделяет до 6 млн рублей на поддержку инновационного предпринимательства. Бизнес-инкубатор НИУ ВШЭ занял первое место среди университетских бизнес-инкубаторов мира по версии UBI Global 2019—2020, а выпускники различных программ Бизнес-инкубатора за 2020 год привлекли более 10 млн долларов инвестиций. В структуру вуза входит также инновационный центр, который помогает патентовать и коммерциализировать разработки. В 2017 году вуз получил более 300 млн доходов от интеллектуальной деятельности, имея 311 стартап-команд и почти 500 патентов.
ВШЭ имеет 19 диссертационных советов, с 1 февраля 2017 года ВШЭ входит в список 23 вузов, которые могут присуждать собственные учёные степени вместо ВАК. В университете действует 18 аспирантских школ по 37 образовательным направлениям. С 2020 года в университете реализуется непрерывный трек «магистратура — аспирантура» — новый формат поддержки студентов, которые учатся на бюджетных местах и выбирают исследовательскую карьеру.
В 2019 году НИУ ВШЭ инициировал программу «Университетское партнерство». Программа включает 5 проектов:
- Привлечение российских постдоков в НИУ ВШЭ
- Стажировки работников и аспирантов российских вузов и научных организаций в НИУ ВШЭ
- Сетевой учебный онлайн-курс НИУ ВШЭ в региональных университетах
- Профессиональная поддержка журнальных публикаций авторов из российских образовательных и научных организаций
- Открытый конкурс проектов «Зеркальные лаборатории»

В этом же году была построена первая очередь суперкомпьютера «cHARISMa» НИУ ВШЭ. На 2024 год общее количество его вычислительных узлов составляло 47, а сам суперкомпьютер занимает 10 место в списке 50 наиболее мощных компьютеров России.

### Издательская деятельность
У университета существует своё издательство — «Издательский дом Высшей школы экономики». Объём продаж книг издательства в 2020-21 годах составил 9,6 млн рублей.
На 2021 год ВШЭ издаёт 23 научных журнала, 15 из них индексируются в Scopus и WoS. В 2020 году в международных библиометрических базах было проиндексировано более 2500 научных публикаций ВШЭ. 264 сотрудника университета являются членами редколлегий 369 международных журналов.

## Структура
В сентябре 2014 года ВШЭ провела реорганизацию факультетов согласно «дорожной карте» развития вуза, представленной в Проекте 5—100. К 2018 году 28 факультетов и 158 кафедр были преобразованы в 14 факультетов и 50 департаментов и школ. В укрупнённые и более автономные факультеты вошли также научные институты и лаборатории.
- Факультет экономических наук[англ.]
- Факультет социальных наук
- Высшая школа бизнеса
- Международный институт экономики и финансов
- Факультет мировой экономики и мировой политики[англ.]
- Факультет географии и геоинформационных технологий
- Факультет гуманитарных наук
- Факультет математики ВШЭ
- Факультет компьютерных наук
- Московский институт электроники и математики имени Тихонова
- Факультет права
- Факультет креативных индустрий
- Факультет физики
- Факультет городского и регионального развития
- Факультет химии
- Факультет биологии и биотехнологии
- Факультет довузовской подготовки
- Школа иностранных языков
- Высшая школа юриспруденции и администрирования
- Лицей НИУ ВШЭ

## Руководство

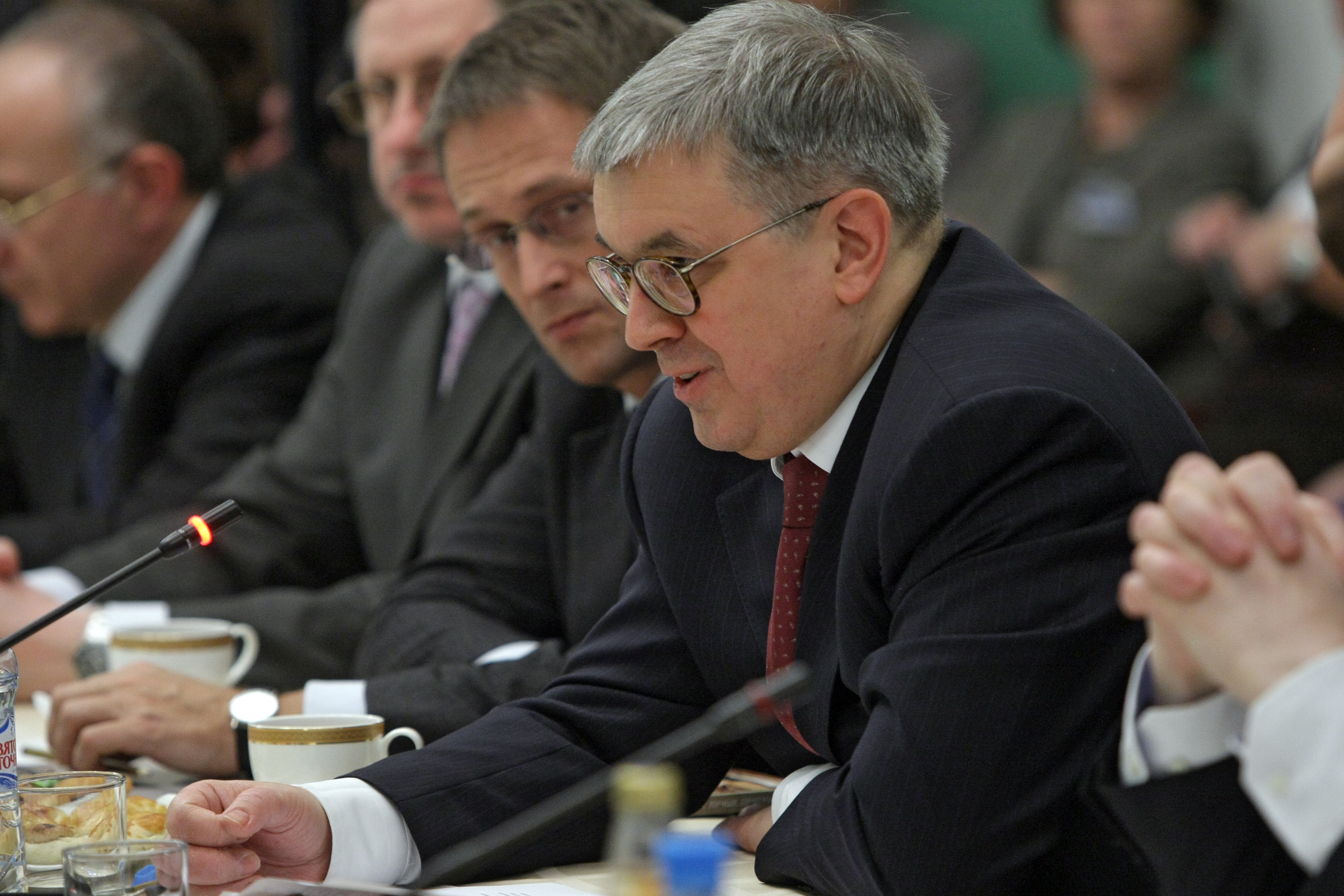
Научный руководитель ВШЭ Ярослав Кузьминов

С момента основания ВШЭ и до 1 июля 2021 года университетом руководил Ярослав Кузьминов. С 3 июля 2021 года ректором ВШЭ назначен Никита Анисимов. 1 июля 2021 года Учёный совет НИУ ВШЭ избрал Ярослава Кузьминова научным руководителем университета. Органами управления выступают различные советы: учёный, наблюдательный, попечительский, международный экспертный. Наблюдательный совет возглавляет Сергей Кириенко, до него на этом посту был Вячеслав Володин. Попечительский совет с Германом Грефом во главе отвечает за привлечение финансов, в состав также входят Виктор Вексельберг, Аркадий Волож, Михаил Задорнов, Леонид Михельсон, Вадим Мошкович и Михаил Прохоров.
Сооснователь ВШЭ, бывший министр экономики Евгений Ясин (1934—2023), занимал должность почётного научного руководителя университета, представлял вуз в других научных организациях. Президент вуза — бывший вице-премьер Александр Шохин, в его обязанности входит представлять Вышку в госструктурах. С 2016 года на должности вице-президента находится Игорь Агамирзян, занимавший до этого пост в совете директоров РВК. С 2019 года на должности вице-президента также находится Лев Якобсон. На постах первых проректоров в настоящий момент находятся экономисты Вадим Радаев, Александр Шамрин, Леонид Гохберг, Валерий Катькало.

## Репутация и рейтинги
В 2012 году Минобрнауки запустило Проект 5—100, поставив задачу вывести не менее пяти российских вузов в сотню лучших образовательных центров мира по данным наиболее авторитетных международных рейтингов, которые публикуют Шанхайский университет и две британские компании — Times Higher Education (THE) и Quacquarelli Symonds (QS). Помимо общемировых, у них существуют варианты региональной, предметной и отраслевой оценки. При ранжировании вузов составители рейтингов учитывают множество формальных критериев, например, количество научных публикаций и их цитируемость, количество сотрудников с Нобелевской или Филдсовской премиями, академическая репутация, доля иностранных студентов и преподавателей и многое другое.
С начала участия в проекте Высшая школа экономики значительно продвинулась в глобальных рейтингах THE и QS и перешла с 500-х на 300-е позиции. ВШЭ занимает 2-е место в России (после МГУ) по количеству позиций в топ-100 предметов и отраслей мировых рейтингов. По 7 предметам ВШЭ является единственным российским вузом в мировых рейтингах. Вышка — единственный российский вуз, который находится в рейтингах молодых университетов сразу двух агентств. В глобальном Шанхайском рейтинге российские вузы появились в 2018 году, ВШЭ вошла в группу 901—1000. Эксперты отмечают, что это хороший результат для молодого вуза, который буквально годом ранее открыл факультет физики. К 2021 году ВШЭ переместилась в группу 601—700.
ВШЭ отмечена в 20 предметных и 4 отраслевых рейтингах QS. Например, в отрасли Social Sciences & Management в 2014-м Вышка была на 232 месте, а в 2021 году занимает 48 место. В предметных списках THE Вышка традиционно занимает высокие позиции по профильным направлениям. В 2017 году вуз вошёл в рейтинг по гуманитарным, в 2018 — физическим, социальным, психологическим, компьютерным и инженерно-технологическим. В 2021 году вуз вошёл в топ-100 предметных рейтингов по 8 предметам.
В рейтинге QS EECA для университетов из стран Европы с переходной экономикой и стран Центральной Азии к 2021 году ВШЭ поднялась на 16 место. В топ-50 QS BRICS Вышка попала в 2017-м, в настоящий момент вуз находится на 37 позиции. В рейтинге лучших университетов стран с развивающейся экономикой THE за 2022 год ВШЭ заняла 28 место и входит в топ-150 рейтинга THE университетов Европы.
Помимо трёх указанных, существует несколько других глобальных рейтингов. Например, U.S. News Best Global Universities, где ВШЭ представлена в шести предметных рейтингах, а по четырём предметам занимает первое место среди российских вузов. В Международном рейтинге «Три миссии университета» вуз занимает 142 место
.
В 2020 году Высшая школа экономики впервые возглавила рейтинг журнала Forbes «100 лучших российских вузов», обойдя МГУ, Московский физико-технический институт и другие вузы. Университеты оценивались по трем метрикам: «Качество образования», «Качество выпускников» и «Фактор Forbes». В 2021-м ВШЭ возглавила рейтинг второй раз подряд. А по версии RAEX ВШЭ с 2018 года стабильно занимает 5-е место в числе 100 лучших вузов России
.
Улучшив результат на 7 позиций, в 2020 году ВШЭ заняла 31 место в рейтинге молодых университетов QS Top 50 Under 50, впервые войдя в топ-35. Она остается единственным российским вузом в топ-50 этого рейтинга. ВШЭ также занимает 57-е место в мире по версии THE Young University Rankings.
По состоянию на июль 2021 года ВШЭ занимает первое место в России и 384 в мире по индексу цитируемости в Google Scholar. В рейтинге официальных сайтов университетов Webometrics сайт Вышки находится на третьем месте в России и входит в число 600 лучших сайтов мира.
В 2022 году университет занял 1 место в рейтинге лучших российских вузов по востребованности студентов по версии HeadHunter.

## Бюджет и недвижимость
Доход ВШЭ в 2020 году составил 26,607 млрд рублей. Основные источники — государственное финансирование, платные образовательные услуги, фундаментальные и прикладные исследования, гранты, безвозмездные поступления и другие ресурсы. Ярослав Кузьминов ещё в 2008 году отмечал, что ВШЭ — «в значительной части бизнес», поэтому собственные заработки являются подавляющей частью бюджета. В 2020 году доходы университета от исследований и разработок составили 5 млрд рублей.
Крупнейшая статья дохода — образовательные услуги. Бюджетные места всех государственных университетов финансирует государство, в 2014 году в ВШЭ эта сумма составила 5,3 млрд рублей. Платное высшее и довузовское обучение, а также программы двойных дипломов принесли вузу 2,5 млрд в 2018 году Программы дополнительного образования, основными заказчиками которых выступают крупные компании (такие как Роснано и МТС) добавляют в бюджет почти миллиард ежегодно.
До 40 % прибыли могут приносить прикладные исследования по заказам госструктур, российских частных компаний и международных организаций. В числе регулярных заказчиков Минобрнауки, Департамент информационных технологий Москвы, Минэкономразвития, Роснефть, Аэрофлот, Газпром, РЖД. Вышка делала исследования для Евразийской экономической комиссии. За год вуз может подготовить более 300 таких работ. В 2018 году ВШЭ заработала на них 1,6 млрд рублей и ещё 1,2 млрд на более чем 140 фундаментальных исследованиях, заказчиком которых выступает правительство.
Другие источники — государственные субсидии, научные гранты, в том числе международных программ. Например, по Проекту 5—100 только в 2017 году субсидия составила 950 млн рублей.
В 2007 году учредители ВШЭ создали эндаумент-фонд ВШЭ — НКО, которое принимает пожертвования и инвестирует полученные средства, а доход направляется на развитие вузовских проектов. На сентябрь 2021 года размер эндаумент-фонда — 1, 220 млрд рублей. Кузьминов отмечал, что эффективный размер фонда должен составлять 10—20 % от размера бюджета.
По данным 2014 года, площадь собственных московских помещений вуза составляла почти 400 тыс. м² — это пять комплексов зданий, расположенных в разных частях города. Здание МИЭМ и его новый корпус стали собственностью вуза после объединения.
В момент создания у ВШЭ не было собственной недвижимости, но Минэкономики выделило средства и помогло с размещением. Ректорат делил помещения с Институтом Гайдара в доме 12 на проспекте Сахарова. Аудитории располагались на факультете вычислительной математики и кибернетики МГУ. В 1994 году Вышке передали здания в Малом Гнездниковском переулке и Кочновском проезде, ещё через три года ректорат переехал в дом 20 на ул. Мясницкой.
В 2006 году вуз получил бывший дом Дурасовых на Покровском бульваре, а в 2012 в здании началась масштабная реконструкция, которая завершилась в 2019. Кузьминов отмечал, что помещения передавались ВШЭ в неудовлетворительном состоянии, поэтому он неоднократно обращался к правительству за госфинансированием. В 2010 году по распоряжению Владимира Путина вузу выделили 2,2 млрд рублей на приобретения помещений в строящемся доме 11 на ул. Мясницкой, всего за этот год вуз получил почти 15 млрд рублей на капитальный ремонт всего фонда. В 2014 году завершилось строительство кампуса в Строгино.
В 2013 году Вышка обсуждала возможность построить кампус в Нагатинской пойме, а также получить Хамовнические казармы и здания Верховного и Высшего арбитражного судов, но правительство не нашло на это средств.

## Кампусы

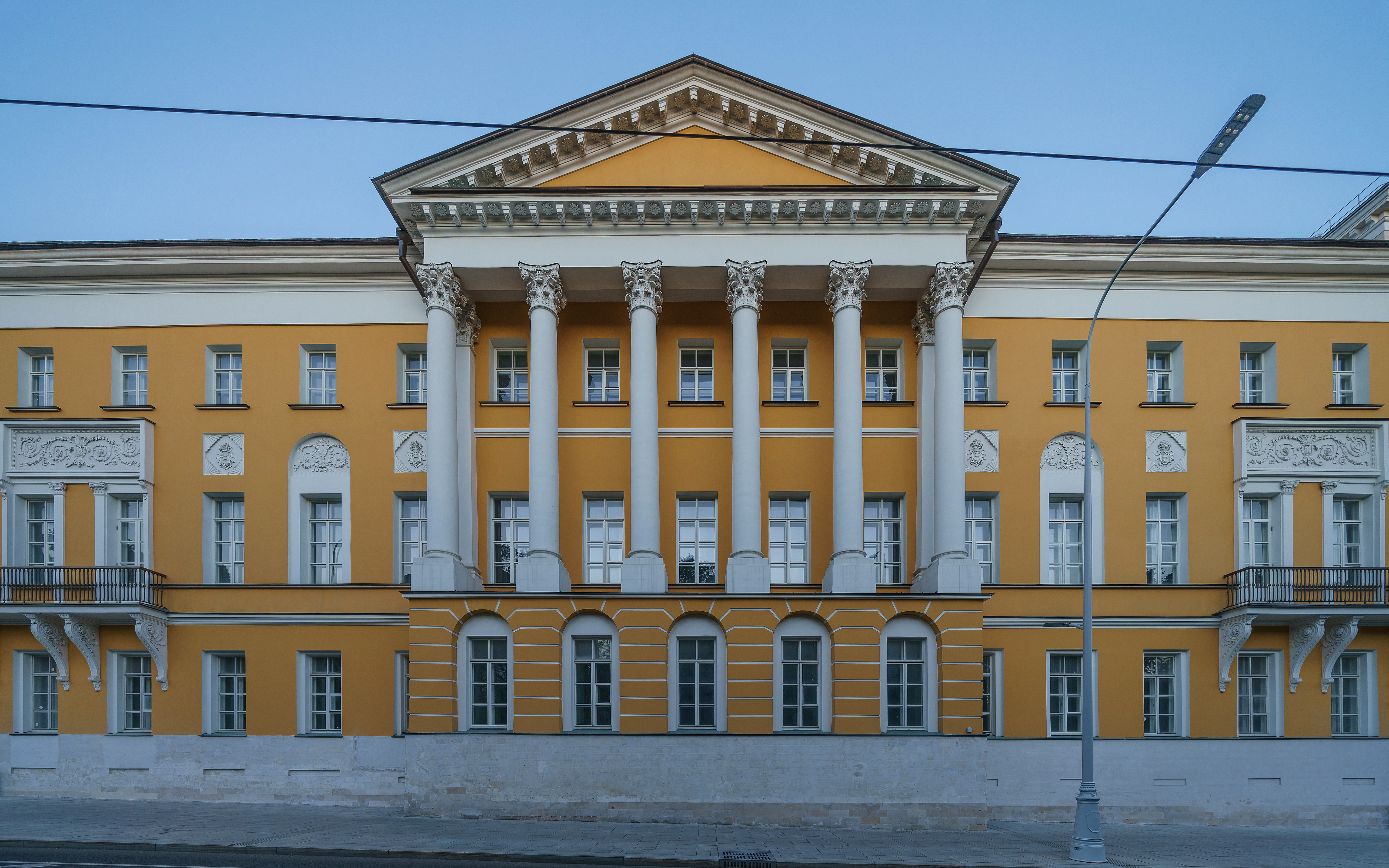
Усадьба Дурасовых — кампуса на Покровском бульваре, Москва, 2018 год

### Нижегородский
Первый региональный кампус ВШЭ был открыт в 1996 году. По данным 2018 года, в вузе обучалось 2700 студентов и числилось 320 преподавателей. Нижегородская Вышка создаёт собственные образовательные программы. Так, в ней есть экспериментальная кафедра венчурного менеджмента, а сотрудники и студенты могут получить гранты корпорации Intel на научные и конструкторские разработки. Президент — Геннадий Петрович Рябов, научный руководитель — Валерий Григорьевич Зусман, директор — Анна Александровна Бляхман.

### Петербургский
Санкт-Петербургский кампус основан в 1997 году. В 2018 он находился на третьем месте среди социально-экономических вузов России и на втором месте в городе по среднему баллу ЕГЭ, в кампусе училось 4788 человек и работало около 500 преподавателей. Президент — Александр Михайлович Ходачек, научный руководитель — Сергей Александрович Васильев, директор — Анна Юрьевна Тышецкая.
Основное здание на Кантемировской улице было открыто после капитального ремонта в 2015 году, годом ранее Дмитрий Медведев выделил на работы 480 млн рублей. Исторически это было строение комплекса Никольской бумагопрядильной мануфактуры, после там располагалась текстильная фабрика «Красный маяк».
В 2006 году Вышке передали комплекс зданий женского Патриотического института на 10-й линии Васильевского острова. В 2015 году вуз рассказал о планах создать в комплексе, помимо аудиторий, тематический музей и начал реконструкцию зданий.
Другие здания петербургского кампуса находятся на канале Грибоедова, улице Союза Печатников, улицах Промышленной, Седова, Радищева, есть корпус в г. Пушкин. Также в 2025 году был открыт новый корпус на 25 линии Васильевского острова, также известный как "Канатный цех". Общежитие на ул. Запорожской в 2017 году было признано лучшим в России.

### Пермский
Третий региональный кампус, открыт одновременно с Петербургским в 1997 году. Это один из трёх вузов Пермского края со статусом НИУ, который ему присвоили в 2010 году. В вузе около 2000 студентов и 120 преподавателей. ВШЭ-Пермь занимает 29 место российского рейтинга вузов по качеству приёма со средним баллом ЕГЭ 81,9. В 2017 году бакалаврская программа «Бизнес-информатика» заняла четвёртое место этого же рейтинга (в 2014 — третье). Среди прочих партнёров по программе двойных дипломов есть английский Эссекский университет и французский Университет Эври. При ВШЭ-Пермь в 2004 году создали лицей № 10.
В 2013 году пермский кампус запустил совместный проект с Театром оперы и балета имени Чайковского — клуб классической музыки «Музыкальная шкатулка», которым руководит Артемий Савченко, концертмейстер вторых скрипок оркестра Music Aeterna. Позднее при вузе организовали академический хор «Superius».
| Нижний Новгород - Факультет информатики, математики и компьютерных наук - Факультет гуманитарных наук - Факультет менеджмента - Факультет права - Факультет экономики - Факультет подготовки, переподготовки и повышения квалификации специалистов | Санкт-Петербург - Санкт-Петербургская школа экономики и менеджмента - Санкт-Петербургская школа социальных наук - Санкт-Петербургская школа гуманитарных наук и искусств - Санкт-Петербургская школа дизайна - Санкт-Петербургская школа информатики, физики и технологий - Юридический факультет - Институт востоковедения и африканистики - Институт дополнительного профессионального образования - Факультет довузовского образования - Учебный центр подготовки руководителей (Кочубей-центр) - 13 научных центров | Пермь - Факультет довузовской подготовки - Социально-гуманитарный факультет - Факультет экономики, менеджмента и бизнес-информатики - Департамент иностранных языков - Департамент менеджмента - Департамент экономики и финансов - Вечерне-заочный факультет экономики и управления - Факультет профессиональной переподготовки - Региональный центр по подготовке специалистов для системы государственных закупок - 3 научных центра |

## Скандалы
Несмотря на близость к правительству, Высшая школа экономики неоднократно становилась объектом политически окрашенной критики. В 2014 году на съезде «Единой России» вуз назвали «змеиным гнездом», тогда же журналист Владимир Соловьёв высказывался о Вышке: «Они абсолютно откровенно здесь разжигают, де-факто готовят такое майдановское подполье и являются той самой пятой колонной».
ВШЭ неоднократно появлялась в политических новостях. Так, в 2009 году после очередного «Марша несогласных» руководство Вышки получило требование московской милиции отчислить студентов и уволить лекторов, участвовавших в шествии. Вуз отказался, отметив, что «заниматься политикой им не запрещено». В марте 2011 года в Вышке состоялись дебаты между Алексеем Навальным и Ярославом Кузьминовым о «законе о госзакупках» 94-ФЗ в присутствии представителей Минэкономразвития.
В 2013 году в московском кампусе ВШЭ прошли обыски на кафедре советника президента по правам человека Михаила Федотова, участвовавшего в экспертизе по второму уголовному делу ЮКОСа. В начале следующего года правительство затянуло рассмотрение кандидатуры Ярослава Кузьминова на должность ректора, но в итоге контракт был продлён ещё на пять лет.
В 2018 году на вузовскую передачу «В точку» был приглашен Дмитрий Песков, однако его выступление осталось неопубликованным. Расшифровка выступления быстро оказалась доступна на сайте «Би-би-си». Студенты направили открытое письмо декану, называя этот инцидент цензурой, недопустимой на факультете журналистики. В результате Департамент медиа принёс публичные извинения студентам. Эта же передача оказалась в фокусе СМИ в мае 2019 года, когда кандидат в депутаты Мосгордумы Любовь Соболь рассказала о закрытии шоу после приглашения её на эфир. Ректор Ярослав Кузьминов в публичном пространстве прокомментировал это решение внеполитической позицией вуза. Из вуза стали уходить специалисты, проводившие политические исследования. В ВШЭ опубликовали приказ об объединении департамента политической науки факультета социальных наук с департаментом государственного и муниципального управления в новый департамент политики и управления с 1 сентября 2019 года.
В 2020 году из вуза уволили несколько преподавателей — Елену Лукьянову, Александра Кынева, Кирилла Мартынова и других. Считается, что поводом послужила их критика поправок в Конституцию России. Некоторые из уволенных подали иск с требованием выплатить 550 тысяч рублей в качестве возмещения морального вреда, однако Басманный суд Москвы отказал в удовлетворении. В феврале 2021 года ВШЭ расторгла договор с приглашенной преподавательницей Анной Велликок, официальная причина — невозможность вести занятия, предусмотренные графиком, а поводом стал ретвит информации о несогласованном митинге 23 января 2021 года. Несмотря на письмо руководству от бывших коллег по факультету компьютерных наук, Велликок не восстановили в должности, а в расторжении договора не увидели «ни политических гонений, ни нарушения трудовых прав работника».
В начале 2020 года администрация ВШЭ вынесла выговор профессору Олегу Матвейчеву за пост в Facebook, посчитав его неприемлемым, содержащим мотивы вражды и ненависти. Матвейчев написал о гражданах либеральных взглядов как о «либеральной сволоте», посчитав, что «Нужен 37 год». На призывы профессора отреагировал даже лидер фракции ЛДПР Владимир Жириновский, призвав уволить Матвейчева из ВШЭ: «Этот человек не может быть ни политологом, ни преподавателем».

## Санкции
22 сентября 2023 года, на фоне вторжения России на Украину, ВШЭ включена в санкционный список Канады против организаций, причастных к депортации украинских детей в Россию, а также за создание и распространение дезинформации и пропаганды. Ранее, 9 июня 2022 года, ВШЭ включена в санкционный список Украины

## Преподаватели и выпускники

### Преподаватели
Изначально ВШЭ приглашала зарубежных профессоров, используя гранты. В 2021 году доля научно-педагогических работников с учеными степенями составляла 73,9 %, из них 432 человека — обладатели степени PhD зарубежных университетов. Пользуясь связью с Минэкономразвития, вуз приглашал министров экономики и политиков вести курсы и читать лекции. Средний возраст лекторов в 1990-х годах составлял 33 года, к 2020 году достиг 45 лет. Большинство молодых специалистов приходили из РАН и МГУ.
В ВШЭ действует конкурсная система поиска специалистов. В 1990-х годах преподаватели, как правило, имели несколько мест работы из-за низкой зарплаты, поэтому вуз разработал т. н. «эффективный контракт» — систему финансового поощрения профессоров, считающих ВШЭ основным местом работы. Проработавшим в вузе долгий срок присуждается статус «заслуженный профессор». В 2020 году НИУ ВШЭ запустила программу дистанционного привлечения международных специалистов «Цифровые профессора».

### Выпускники
В 2021 ВШЭ вошла в топ-5 российских вузов и топ-250 лучших университетов мира в рейтинге QS по трудоустройству выпускников. Согласно рейтингу Future Today, который проводится среди работодателей, в 2018 году студенты ВШЭ были самыми востребованными на рынке. Данные Минобрнауки 2016 года, основанные на обработке данных Пенсионного фонда, показывают 85 % трудоустроенных. По данным самого вуза в 2021 году, уровень трудоустройства выпускников на момент окончания НИУ ВШЭ составляет 74 %, при этом 81 % из них работают по специальности.